# Székely György (orvos)
Székely György (Püspökladány, 1926. október 2. – 2017. szeptember 24.) Széchenyi-díjas magyar orvos, hisztológus, neurobiológus, egyetemi tanár, a Magyar Tudományos Akadémia rendes tagja. Kutatási területe az ember anatómiája, az agy szerkezete és organizáció kialakulása. 1981 és 1986 között a Debreceni Orvostudományi Egyetem tudományos rektorhelyettese.

## Életpályája
1946-ban kezdte meg egyetemi tanulmányait a Pécsi Tudományegyetem Orvostudományi Karán. Itt szerzett orvosdiplomát 1952-ben (ekkor már a kar különvált az egyetemtől). Ennek megszerzése után a Pécsi Orvostudományi Egyetem Anatómiai Intézetében kapott tanársegédi állást. 1962-től adjunktusként, 1966-tól egyetemi docensként dolgozott. 1972-ben vette át egyetemi tanári kinevezését. 1975-ben átment a Debreceni Orvostudományi Egyetemre (ma a Debreceni Egyetem része), ahol az Anatómiai Intézet (később Anatómiai, Szövet- és Fejlődéstani Intézet) igazgatójává nevezték ki. 1981 és 1986 között az egyetem tudományos rektorhelyetteseként dolgozott. Az intézetet 1994-ig vezette. 1997-ben professor emeritusi címet kapott. Emellett 1991–1992-ben a Debreceni Universitas igazgatótanácsának igazgatója volt. Magyarországi állásai mellett összesen két és fél évet töltött különböző hollandiai és amerikai egyetemeken.
1964-ben védte meg az orvostudományok kandidátusi, 1971-ben akadémiai doktori értekezését. Az MTA Neurobiológiai Bizottságának lett tagja, majd Debrecenbe történt áttérése után a Debreceni Akadémiai Bizottságba is bekerült. 1985-ben megválasztották a Magyar Tudományos Akadémia levelező, 1993-ban pedig rendes tagjává (a Biológiai Tudományok Osztályába osztották be). 1990-ben a londoni Európai Akadémia (Academia Europaea) is felvette tagjai sorába. Akadémiai tisztségei mellett 1987 és 1991 között a Magyar Anatómusok és Hisztológusok Társasága elnöke volt. Emellett a Magyar Idegtudományi Társaság, a Nemzetközi Agykutatási Szervezet, a Nemzetközi Neuroetológiai Társaság és a Nemzetközi Fejlődéstani Biológusok Társasága tagja. Az Acta Biologica, az Acta Morphologica, a Journal of Comparative Neurology és a Concepts in Neuroscience szerkesztőbizottságába is bekerült.

## Munkássága
Fő kutatási területe az ember anatómiája, az agy szerkezete és organizáció kialakulása.
Nevéhez fűződik a gerincvelő és az agytörzs szerkezetének részletes leírása. Új szempontok szerint csoportosította az agyidegek magvait, ehhez összehasonlító (komparatív) idegszövettani (neurohisztológiai) vizsgálatokat vett alapul. Szintén idegszövettani kutatásai során mennyiségi paraméterek segítségével különböző működésű idegsejtek nyúlványelágazódásait mintázatát jellemezte. Ennek segítségével meghatározta az ezeken végződő szinapszisok számát. Emellett megállapította, hogy az idegi organizáció (szervezet) kialakulásának alapvető tényezőinek egyike az idegsejtek nyúlványelágazódásainak mintázata. Ez az idegműködés megkezdésével folyamatosan történik onorganizációs mechanizmusok alapján.

## Díjai, elismerései
- Akadémiai Díj (1970)
- Szent-Györgyi Albert-díj (1992)
- Went István-emlékérem (1993)
- Pekár Mihály-emlékérem (1994)
- Széchenyi-díj (1996) – A neuroembryológia és a neurohisztológia kutatása terén elért kiemelkedő eredményeiért.
- Arany János Közalapítvány Nagydíja (2003)

## Főbb publikációi
- Functional Specifity of Spinal Cord Segments in the Control of Limb Movements (1963)
- Development of Limb Movements: Embryological and Model Studies (1968)
- Amphibian Locomotion (társszerző, 1976)
- Cellular and Synaptic Architecture of the Optic Tectum (társszerző, 1976)
- Does Neural Morphology Carry Information for the Establishment of Interneuronal Connections? (1979)
- Az idegi szerveződés néhány problémája (1988)
- Problems of the Structural Organization of the Nervous System (1990)
- The Efferent System of Cranial Nerve Nuclei (társszerző, 1993)
- Az idegi organizáció morfológiai alapjai (1995)
- Architecture of Complexity in the Nervous System (1999)